# Châteauroux district
Pour plus de détails, voir Fiche technique et Distribution.
Châteauroux district est un film français réalisé par Philippe Charigot sorti en 1987.

## Synopsis
A vingt ans, Carole une jeune fille de Châteauroux, découvre le secret de sa mère à la lecture d'anciennes lettres qu'elle a retrouvées. Son père était un GI américain dont le régiment se trouvait basé en ville, dans les années 1950.
Elle va tenter par tous les moyens de trouver des personnes qui se souviennent de lui car sa mère est bien trop discrète dans l'évocation de son grand amour passé.
Qui l'aidera à retrouver sa trace? Peut-être Marc dit  "Bebop" , le flic fondu de jazz ou bien le journaliste local Larcher... Mais cela ne va pas être une tâche facile, ni de tout repos. Elle pourra toujours compter sur son ami Jérôme pour la soutenir dans sa quête.

## Fiche technique
- Réalisation, adaptation et dialogues : Philippe Charigot
- Scénario : Sylvain Saada
- Coadaptateurs et codialoguistes : Bernard Baudoin et Sylvain Saada
- Directeur de la photographie : Robert Fraisse
- Musique : Serge Franklin
- Durée : 85 minutes
- Genre : Drame sentimental
- Sortie : le 12 août 1987

## Distribution
- Guy Marchand : Marc, dit Bebop
- Nathalie Nell : Anna
- Anaïs Jeanneret : Carole
- Edward Meeks : Harper
- Jérôme Anger : Jérôme
- Giuliano Gemma : Greg Norman
- Jean Bouise : le commissaire Feuille
- Robert Etcheverry : le journaliste Larcher
- Elisabeth Sender : Tina
- Gérard Sergue : le notaire Perrot
- Isabelle Sadoyan : Manou
- Patrick Bordier : Fernand
- Nadia Coulon : la secrétaire du notaire
- Hélène Cohen : Nadia
- Michel Arroyo : le fermier
- Michel Carliez : le cascadeur